# Dimerandra
Dimerandra – rodzaj roślin z rodziny storczykowatych (Orchidaceae). Obejmuje 7 gatunków występujących w Ameryce Południowej i Środkowej w takich krajachi regionach jak: Belize, Brazylia, Kolumbia, Kostaryka, Ekwador, Salwador, Gujana Francuska, Gwatemala, Gujana, Honduras, Jamajka, Meksyk, Nikaragua, Panama, Peru, Surinam, Trynidad i Tobago, Wenezuela.

## Systematyka
Rodzaj sklasyfikowany do podplemienia Laeliinae w plemieniu Epidendreae, podrodzina epidendronowe (Epidendroideae), rodzina storczykowate (Orchidaceae), rząd szparagowce (Asparagales) w obrębie roślin jednoliściennych.
Wykaz gatunków
- Dimerandra buenaventurae (Kraenzl.) Siegerist
- Dimerandra carnosiflora Siegerist
- Dimerandra elegans (Focke) Siegerist
- Dimerandra emarginata (G.Mey.) Hoehne
- Dimerandra rimbachii (Schltr.) Schltr.
- Dimerandra stenopetala (Hook.) Schltr.
- Dimerandra tarapotana Dodson & D.E.Benn.